# Морелиус, Андерс
А́ндерс Мо́релиус (швед. Anders Morelius) — шведский ориентировщик, победитель чемпионата мира по спортивному ориентированию 1966 года в эстафете.
На первом чемпионате мира 1966 года в финском Фискарсе в составе эстафетной команды Швеции (Бертиль Норман, Карл Юханссон, Андерс Морелиус, Ёран Элунд) завоевал золотые медали.
Является также обладателем бронзовой медали в индивидуальной гонке на том же чемпионате 1966 года.